# Sofija Karaffa-Korbut
Sofija Petriwna Karaffa-Korbut (ukrainisch Софія Петрівна Караффа-Корбут; * 26. August 1924 in Lwiw; † 29. November 1996 ebenda) war eine ukrainische Druckgrafikerin, Keramikerin, Malerin, Vertreterin der Sechziger.

## Leben und Wirken
Ihre Mutter, Marija Beresa, war eine Lehrerin aus der alten Familie der Kutschynskyj, und ihr Vater, Petro Karaffa-Korbut, war ein wohlhabender Graf aus Belarus. Ihr Aufstieg an die Spitze der Kunstwelt war nicht einfach. Ihr Vater war im Ausland und so wuchs sie bei ihrer Mutter auf, die sich ganz der Erziehung des Einzelkindes widmete.
Sofija Karaffa-Korbut, Absolventin des Lemberger Instituts für angewandte und dekorative Kunst (1953) und Schülerin von Roman Selskyj und Witold Manastyrskyj, spezialisierte sie sich auf Druckgrafik und Buchillustrationen. Ihre Lieblingstechnik war der Linolschnitt. Sie arbeitete in der Lemberger Bildhauer- und Keramikfabrik, schuf Keramikfiguren, thematische Gemälde auf Porzellantellern, Gemälde, Buntglasfenster und Exlibris, ihre Keramikwerke wurden in Museen ausgestellt. Doch die meiste Zeit arbeitete sie zu Hause. Sie begeisterte sich für die Buchgrafik, obwohl dies eine harte und mühsame Arbeit war. Ihre Linolschnitt-Illustrationen für das Gedicht „Iwan Wyschenskyj“ von Iwan Franko und die Drama „Das Waldlied“ von Lessja Ukrajinka gelten als Meisterwerke der ukrainischen Grafikkunst. Sie illustrierte etwa sechzig Werke ukrainischer Schriftsteller, die in einer Auflage von mehr als sechs Millionen Exemplaren veröffentlicht wurden – das ist jedes vierte Kinderbuch, das zu dieser Zeit in der Ukraine erschien.
Am 29. November 1996 starb Sofija Karaffa-Korbut im Alter von 72 Jahre. Sie ist auf dem Friedhof des Dorfes Kutkir beigesetzt worden. Im Jahr 2000 wurde auf ihrem Grab ein Denkmal des Bildhauers Iwan Mykytjuk errichtet. Der schwarze Marmor des Grabsteins zeigt Mawka, die ihre Arme in den Himmel streckt.